# Shyik
Shyik, jedno od indijanskih plemena koje se spominje u Yakima-ugovoru iz 1855. godine. Izvori ih spominju i pod pluralnim oblicima Shyicks (Keane u Stanford, 1878) i Shyiks (Camp Stevens treaty, 1855). Uz ostalih 13 plemena ulaze u savez Confederated Tribes and Bands of the Yakama Nation. Njihovo porijeklo i naziv nisu identificirani. Potomaka možda imaju i danas među Yakimama u Washingtonu.